# Dorschbarsche
Die Familie der Dorschbarsche (Percichthyidae) besteht aus etwa 25 Arten in zehn Gattungen. Sie leben in Australien, Chile (Percilia) und Argentinien (Percichthys) im Süßwasser, selten auch im Brackwasser. 

## Merkmale
Die Tiere haben eine typische Barschgestalt mit zusammengewachsenen Rückenflossen, die durch einen Einschnitt getrennt sein können. Ihre Schuppen sind Kammschuppen, mit einfachen nadelartigen Stacheln am Hinterende der Schuppen oder sekundäre Rundschuppen. Die Seitenlinie ist vollständig.
- Flossenformel: Dorsale VII-XII/8-38, Anale III/3-20.
- Wirbel 25-36.

Ausnahme: Gadopsis bispinosus
- Flossenformel: Dorsale I-III/8-38, Anale III/16-20
- Wirbel 40-50.

Dorschbarsche werden 6 Zentimeter bis 1,8 Meter lang. Einige Arten sind vom Aussterben bedroht.

## Gattungen und Arten
- Gattung Bostockia Castelnau, 1873

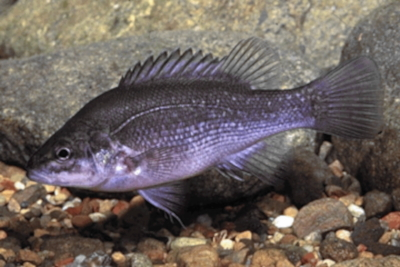
Guyu wujalwujalensis

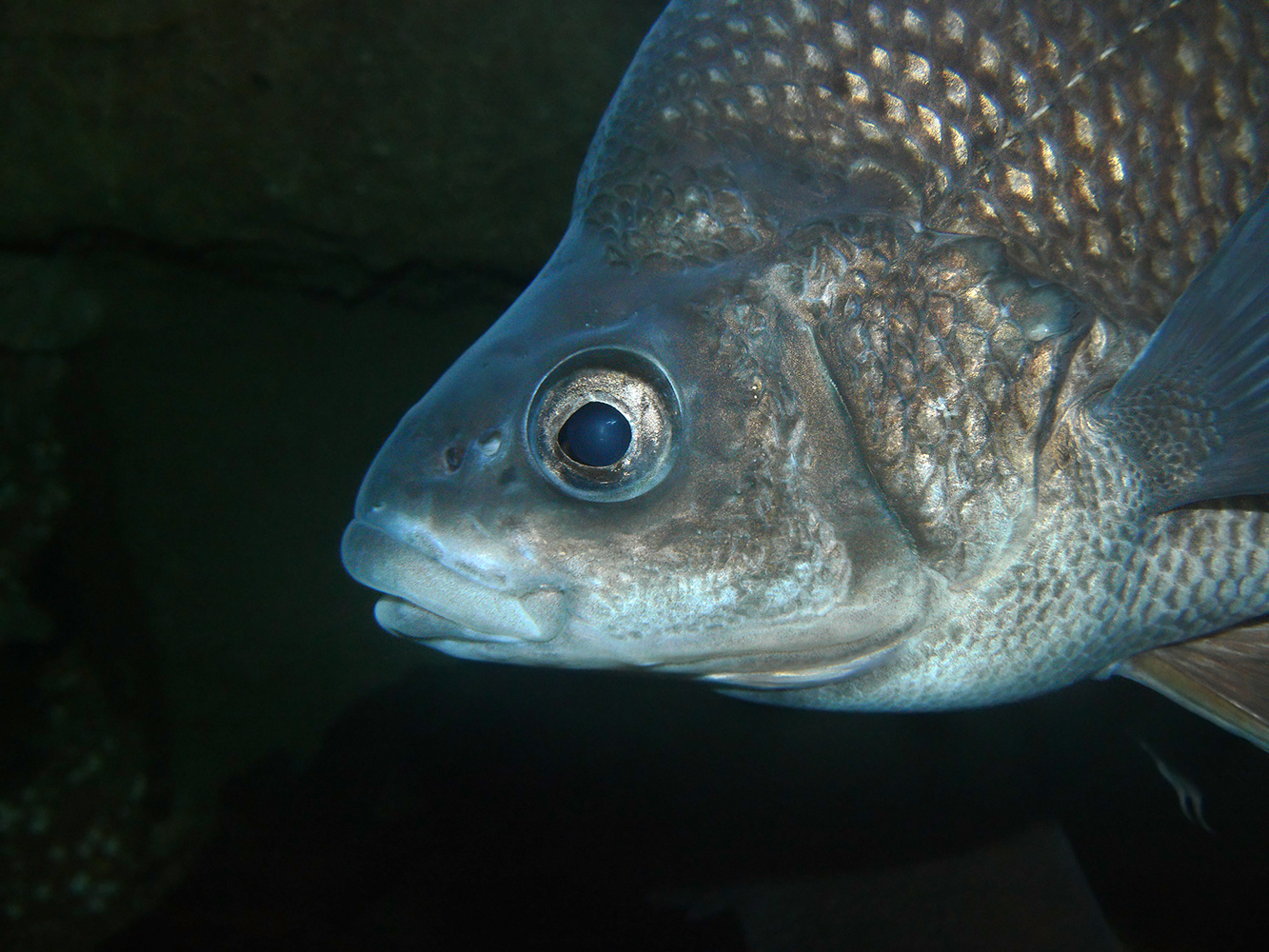
Macquaria australasica

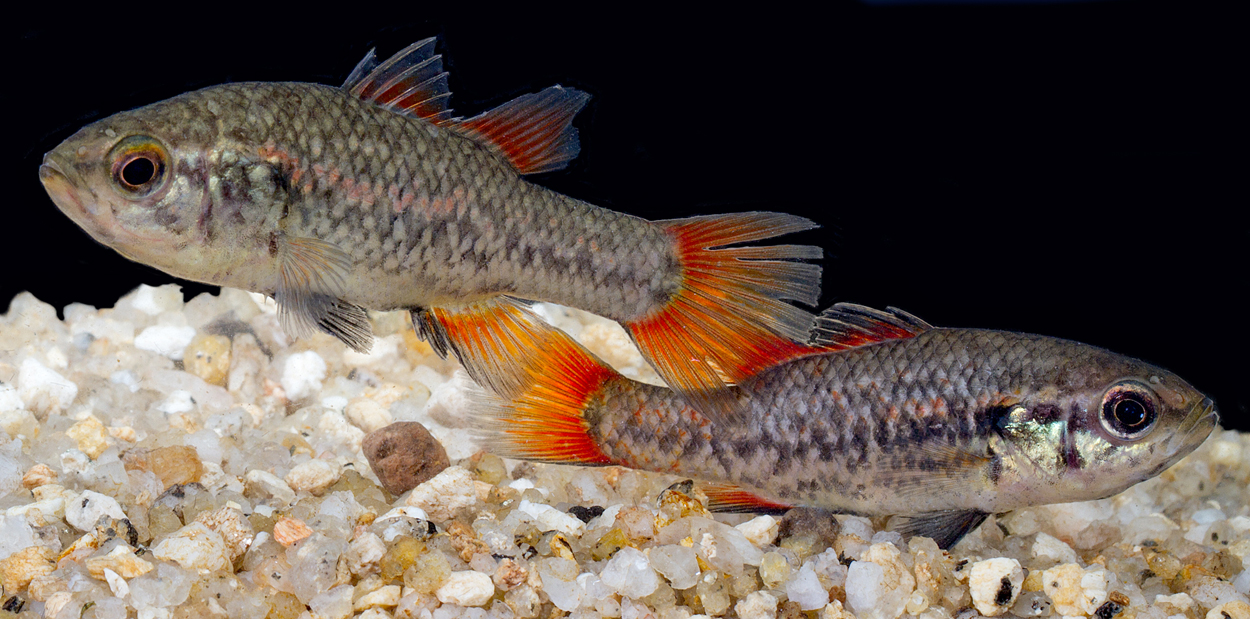
Nannoperca australis

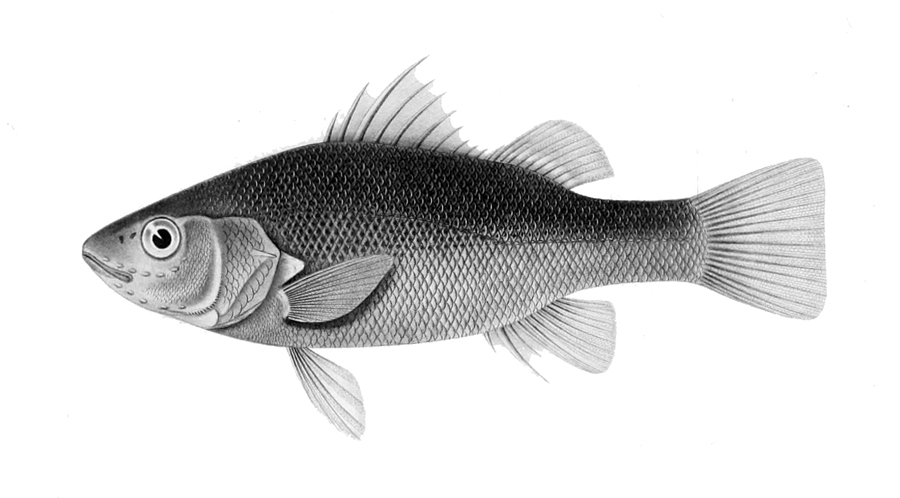
Percichthys melanops

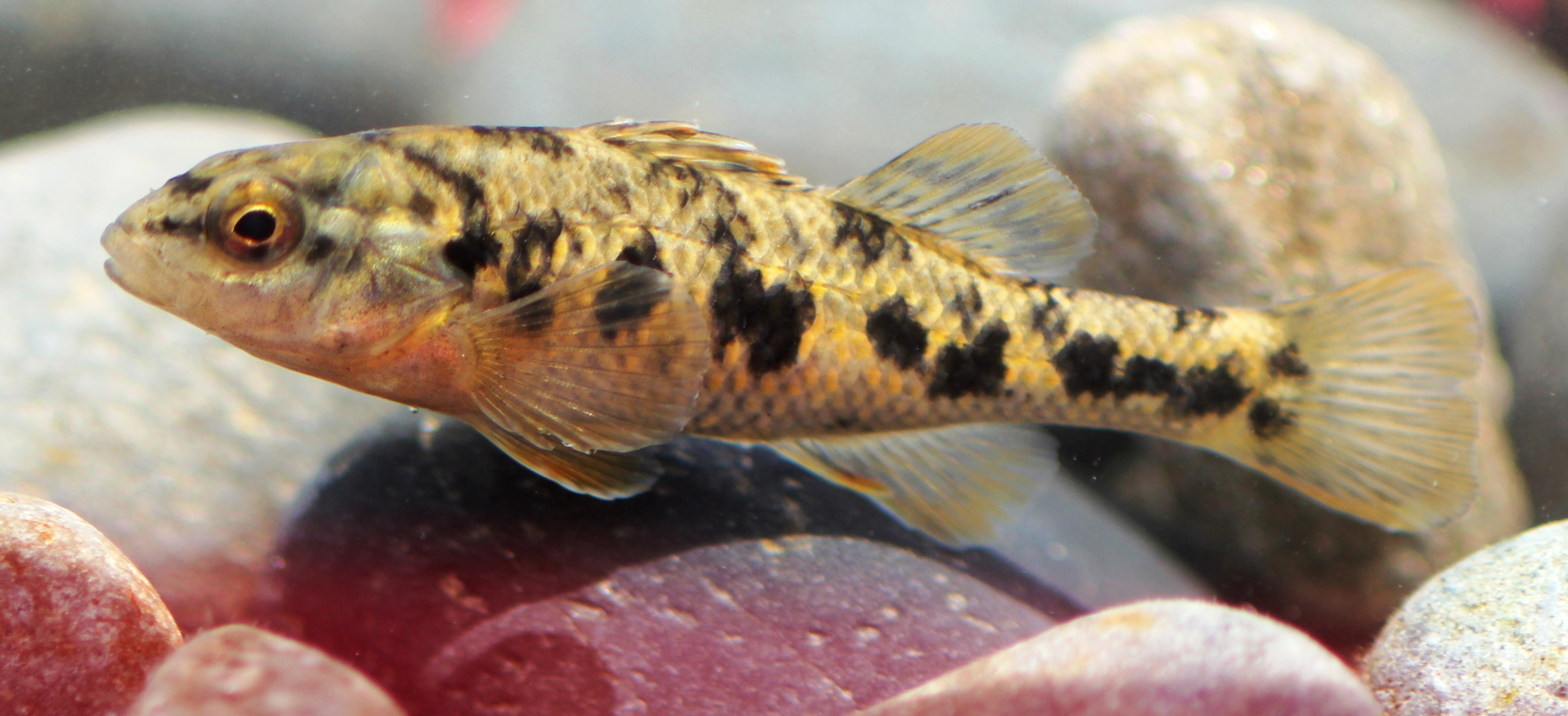
Percilia gillissi

  - Bostockia porosa (Castelnau, 1873)
- Gattung Gadopsis
  - Gadopsis bispinosus (Sanger, 1984)
  - Gadopsis marmoratus (Richardson, 1848)
- Gattung Guyu Pusey & Kennard, 2001
  - Guyu wujalwujalensis (Pusey & Kennard, 2001)
- Gattung Maccullochella  Whitley, 1929
  - Maccullochella ikei (Rowland, 1986)
  - Maccullochella macquariensis (Cuvier, 1829)
  - Maccullochella mariensis Rowland, 1993
  - Maccullochella peelii (Mitchell, 1838)
- Gattung Macquaria Cuvier, 1830
  - Macquaria ambigua (Richardson, 1845)
  - Macquaria australasica (Cuvier, 1830)
- Gattung Nannatherina Regan, 1906
  - Nannatherina balsoni (Regan, 1906)
- Gattung Nannoperca Günther, 1861
  - Nannoperca australis  (Günther, 1861)
  - Nannoperca obscura  (Klunzinger, 1872)
  - Nannoperca oxleyana  (Whitley, 1940)
  - Nannoperca pygmaea  Morgan, Beatty & Adams, 2013
  - Nannoperca variagata  (Kuiter & Allen, 1986)
  - Nannoperca vittata (Castelnau, 1873)
- Gattung Percichthys Girard, 1855
  - Percichthys chilensis (Girard, 1855)
  - Percichthys colhuapiensis (MacDonagh, 1955)
  - Percichthys laevis  (Jenyns, 1840)
  - Percichthys melanops  (Girard, 1855)
  - Percichthys trucha (Valenciennes, 1833)
- Gattung Südbarsche (Percilia) Girard, 1855
  - Percilia gillissi Girard, 1855
  - Percilia irwini Eigenmann, 1928

Die früher zu den Dorschbarschen gezählten asiatischen Gattungen Coreoperca und Siniperca bilden heute eine eigene Familie, die Sinipercidae, für die Gattung Percalates wurde die Familie Percalatidae eingeführt.

## Fossilbefund
Mit Percichthys antiquus und Santosius antiquus aus dem Miozän von Taubaté (Brasilien) und einem Vertreter der Gattung Macquaria aus dem Eozän von Queensland sind die Percichthyidae fossil vertreten.